# Захриб
Захриб (словен. Zahrib) — поселення в общині Церкниця, Регіон Нотрансько-крашка, Словенія. Висота над рівнем моря: 810,6 м.